# Tierra y Libertad, Sinaloa
Tierra y Libertad är en ort i Mexiko.   Den ligger i kommunen Guasave och delstaten Sinaloa, i den västra delen av landet, 1 200 km nordväst om huvudstaden Mexico City. Tierra y Libertad ligger 2 meter över havet och antalet invånare är 197.
Terrängen runt Tierra y Libertad är mycket platt. Runt Tierra y Libertad är det ganska tätbefolkat, med 100 invånare per kvadratkilometer. Närmaste större samhälle är Buen Retiro, 15,0 km nordost om Tierra y Libertad. Omgivningarna runt Tierra y Libertad är i huvudsak ett öppet busklandskap.